# Akarui Misaki
Akarui Misaki är en udde i Antarktis. Den ligger i Östantarktis. Norge gör anspråk på området.
Terrängen inåt land är kuperad åt sydost, men åt sydväst är den platt. Havet är nära Akarui Misaki åt nordväst. Trakten är obefolkad. Det finns inga samhällen i närheten. 